# فرودگاه بریرکرست سوته
فرودگاه بریرکرست سوته (به انگلیسی: Briercrest South Airport) یک فرودگاه همگانی است که یک باند فرود چمن دارد و طول باند آن ۵۷۹ متر است. این فرودگاه در کشور کانادا قرار دارد و در ارتفاع ۶۴۶ متری از سطح دریا واقع شده‌است.